# Planirana zastarjelost
Planirana zastarjelost ili ugrađena zastarjelost u industrijskom dizajnu je politika namjernog planiranja odnosno dizajniranja dobara ograničena uporabna života, radi toga da bi ta dobra postala zastarjela ili nefunkcionalna nakon određenog vremena. Planirana zastarjelost nosi moguće dobrobiti za proizvođača jer da bi mogao i dalje rabiti proizvod, potrošač je prisiljen opet kupiti, bilo od istog proizvođača (zamjenski dio ili noviji model) ili od konkurenata koji se također mogu osloniti na planiranu zastarjelost.
U nekim slučajima se rabi namjerna deprekacija starijih inačica tehnologije radi smanjenja troškova podrške, posebice u softverskoj industriji. Iako bi se ovo moglo smatrati planiranom zastarjelošću, razlikuje se od klasična oblika po tome što je potrošač obično svjestan ograničenosti vijeka podrške proizvodu, jer je to navedeno u ugovoru o licenciji.

## Vanjske poveznice
- "Companies Slash Warranties, Rendering Gadgets Disposable"  Arhivirana inačica izvorne stranice od 25. ožujka 2010. (Wayback Machine) Wall Street Journal, July 16, 2002.
- The story of stuff - 20 min Video to reflect the wasteful way of life
- "Ending the Depression Through Planned Obsolescence" (full text)  Arhivirana inačica izvorne stranice od 4. ožujka 2012. (Wayback Machine)
- "The man who said no to Wal Mart," Case Study, Dec 19, 2007
- Designed to fail  Arhivirana inačica izvorne stranice od 3. rujna 2011. (Wayback Machine)